# Aeropuerto Internacional de Abbotsford
El Aeropuerto Internacional de Abbotsford (del inglés: Abbotsford International Airport) (IATA: YXX, OACI: CYXX) se encuentra en Abbotsford, Columbia Británica, Canadá, a 2.2 millas náuticas (4.1 km; 2.5 millas) al suroeste del centro de la ciudad. Es el segundo aeropuerto más grande del Lower Mainland, después del Aeropuerto Internacional de Vancouver (YVR), y está muy cerca de la Carretera 1 de Columbia Británica y la frontera con Estados Unidos. Se encuentra a unos 40 kilómetros (25 millas) del centro de la ciudad de Surrey y a 65 kilómetros (40 millas) del centro de Vancouver.
YXX ofrece servicios programados domésticos diarios y servicios programados internacionales estacionales. El aeropuerto está equipado con un sistema de aterrizaje por instrumentos CAT 1, rescate de aeronaves y extinción de incendios y un edificio de terminal aérea con todos los servicios con control de aduanas y pasajeros. Está clasificado como un aeropuerto de entrada por Nav Canada y cuenta con el personal de la Agencia de Servicios Fronterizos de Canadá (CBSA) para todas las llegadas internacionales programadas. CBSA también proporciona servicios de despacho a todas las aeronaves de aviación general con no más de 15 pasajeros.
El Aeropuerto de Abbotsford tiene una comunidad de aviación general de larga data y una comunidad aeroespacial establecida, que incluye Cascade Aerospace, el Grupo Conair y el Centro Aeroespacial de la Universidad del Valle de Fraser.
El aeropuerto de Abbotsford también alberga el FBO Aerocentre Shell de Abbotsford y escuelas de vuelo, como Coastal Pacific Aviation y Chinook Helicopters. YXX es muy visible para el público debido al Abbotsford International Airshow, Expo de Defensa y Seguridad, y centro de eventos Tradex events centre.
Hay aproximadamente 87 hectáreas (215 acres) de tierra disponibles de inmediato para el desarrollo aéreo y terrestre. En 2008, 503,693 pasajeros pasaron por el Aeropuerto Internacional de Abbotsford y 477,087 en 2014.
En 2018, el aeropuerto anunció que se someterá a una expansión de $5 millones de dóalares y 14,000 pies cuadrados para agregar nuevas puertas y capacidad adicional de asientos para pasajeros.

## Aerolíneas y destinos

### Pasajeros
| Aerolíneas     | Destinos                                               |
| -------------- | ------------------------------------------------------ |
| Flair Airlines | Calgary, Edmonton, Kitchener/Waterloo, Toronto–Pearson |
| WestJet        | Calgary, Edmonton Estacional: Puerto Vallarta          |

### Carga
| Aerolíneas      | Destinos  |
| --------------- | --------- |
| SkyLink Express | Vancouver |
| UPS Airlines    | Vancouver |

### Destinos nacionales
Se brinda servicio a 4 ciudades dentro del país a cargo de 3 aerolíneas.
| Calgary (YYC)  | • | • |   | 2 |
| Edmonton (YEG) | • | • |   | 2 |
| Toronto (YYZ)  | • |   |   | 1 |
| Waterloo (YKF) | • |   |   | 1 |
| Total          | 4 | 2 | 0 | 4 |

### Destinos internacionales
Se ofrece servicio a 1 destino internacional (estaciona), a cargo de 1 aerolínea.
| México (1 destino [estacional], 1 aerolínea)       |                                             |                      |
| Puerto Vallarta                                    | Aeropuerto Internacional de Puerto Vallarta | WestJet (Estacional) |
| Total: 1 destino (estacional), 1 país, 1 aerolínea |                                             |                      |

## Estadísticas

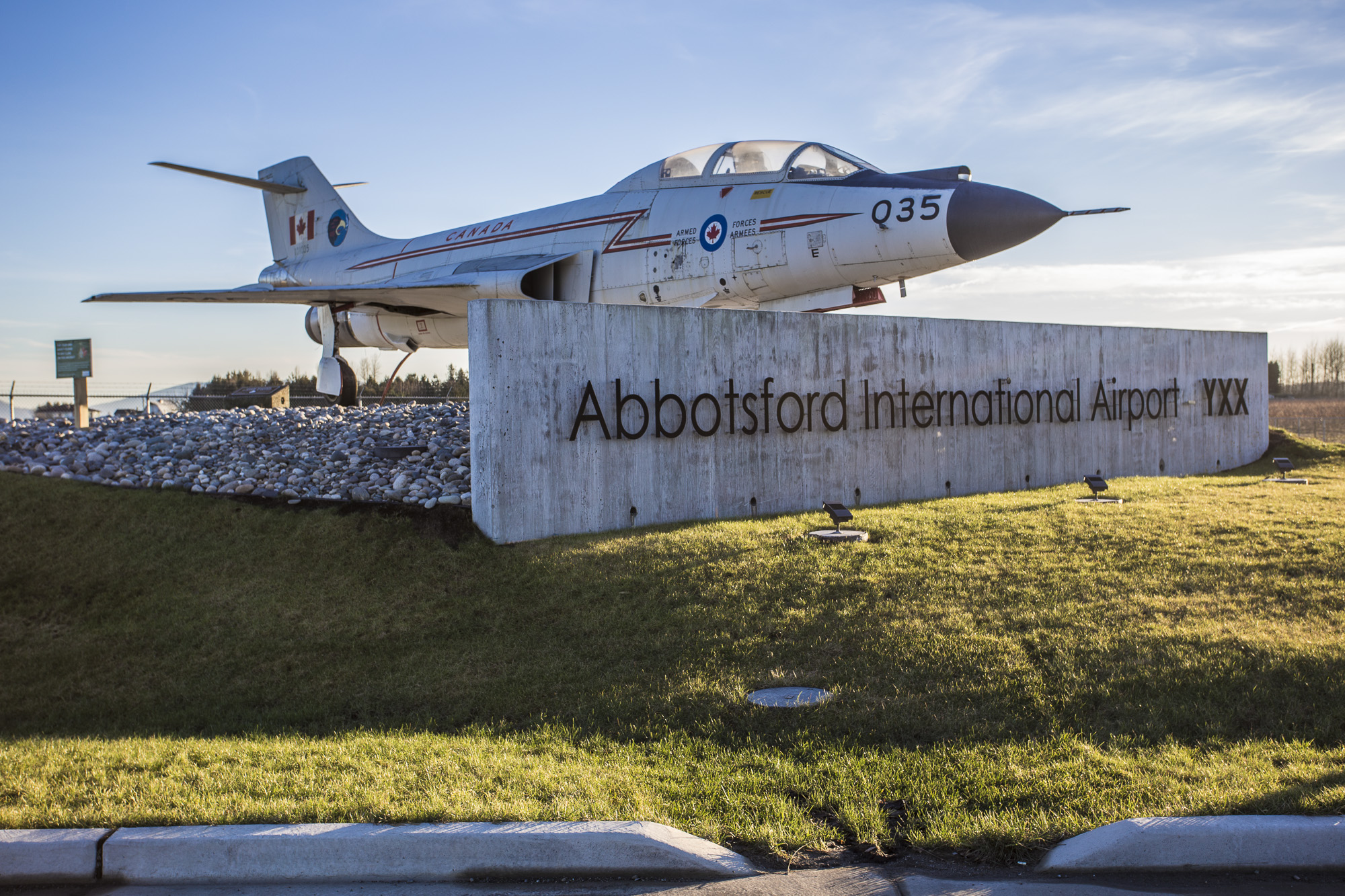
Entrada del aeropuerto.

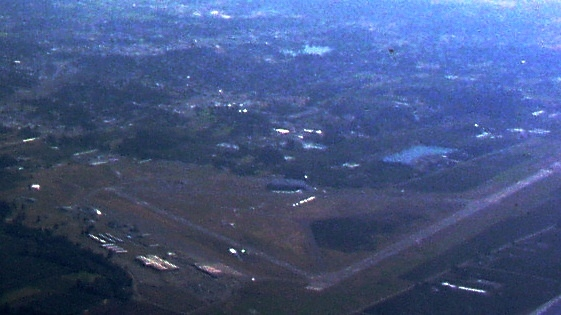
Vista aérea del aeropuerto.

### Tráfico anual
| Año  | Pasajeros | % cambio    |
| ---- | --------- | ----------- |
| 2010 | 463,763   | Sin cambios |
| 2011 | 475,223   | 2.5%        |
| 2012 | 490,636   | 3.2%        |
| 2013 | 478,341   | -2.5%       |
| 2014 | 477,087   | -0.3%       |
| 2015 | 487,833   | 2.3%        |
| 2016 | 530,643   | 8.8%        |
| 2017 | 677,653   | 27.7%       |
| 2018 | 842,212   | 24.3%       |
| 2019 | 1,008,116 | 19.7%       |
| 2020 | 315,578   | 68.7%       |
| 2021 | 503,955   | 59.7%       |
| 2022 | 992,712   | 97.0%       |
| 2023 | 1,275,484 | 28.5%       |
| 2024 | 1,000,839 | -21.5%      |

## Aeropuertos cercanos
Los aeropuertos más cercanos son:
- Aeropuerto Internacional de Bellingham (28 km)
- Aeropuerto de Pitt Meadows (32 km)
- Aeropuerto de Eastsound (53 km)
- Aeropuerto de Rosario (56 km)
- Aeropuerto de Vancouver Coal Harbour (61 km)